# 南平话
南平话，又称南平官话、延平官话和延平土官话，是官话在福建省南平市延平区的一个方言岛，也是官话在福建省面积最大的一个方言岛。南平话的使用人口约有1万人至2万人左右。

## 历史
南平话作为官话的一种方言，为何能在闽北地区形成，至今仍是个谜。
一种说法，南宋时期大量皇亲国戚迁居福建，多定居于南平县（今延平区）城内。他们地位优越，使得当地居民纷纷向他们学习官话，随着时间推移，官话就取代了闽北语成为当地住民的方言。
另一种说法，明朝正统十三年（1448年），沙县人邓茂七起兵反抗明朝统治，朝廷派兵镇压，乱平后留驻福建。因延平府（今延平区）地理位置极为重要，便选择驻军于此。此后，在平定三藩之乱和太平天国之乱的时候，官军也都驻军于此。因来自北方的官户在人数上处于优势地位，最终取代了闽北语，成为延平的主要方言。
抗日战争时期以及1949年之后，由于大量福州居民迁入南平，南平城区内说福州话的人口急剧增加。后来，由于推广普通话，不少南平人改说普通话。

## 音韵体系
南平话有14个声母、44个韵母和5个声调。其中韵母中存在入声，这点比较像南京官话。南平话深受周边的闽北语各方言的影响。在词汇上，也与建瓯话、福州话都有不少共同之处。

### 声母
p、pʰ、t、tʰ、k、kʰ、ts、tsʰ、s、x、ŋ、m、l、ʔ

### 韵母
a、o、e、ɤ、ai、au、ɛu、æŋ、ɛiŋ、ouŋ、i、ia、io、ie、iu、iau、iŋ、iæŋ、iæŋ、ieŋ、iuŋ、u、ua、uai、uei、uiŋ、uoŋ、uɛŋ、y、ye、yæŋ、yeŋ

### 声调
| 調序 | 1       | 2       | 3         | 4       | 5      |
| 調類 | 陰平    | 陽平    | 上聲      | 去聲    | 入聲   |
| 調值 | ˧˧ (33) | ˨˩ (21) | ˨˧˨ (232) | ˦˥ (45) | ˦ (4ʔ) |
| 例字 | 巴      | 爬      | 把        | 霸      | 八     |

## 连读变调
南平话两字拼合组成一个词时，前一个字因后一个字的声调而发生声调变化，后字则一律不变调。这种现象被称为“连读变调”。
南平话连读变调规律如下：
- 上声与任意声调的字连读，一律变为42。
- 去声与去声连读时，变为42；与其他声调连读，一律变为55。
- 其他一律不变调。